# З минувшини міста Бродів

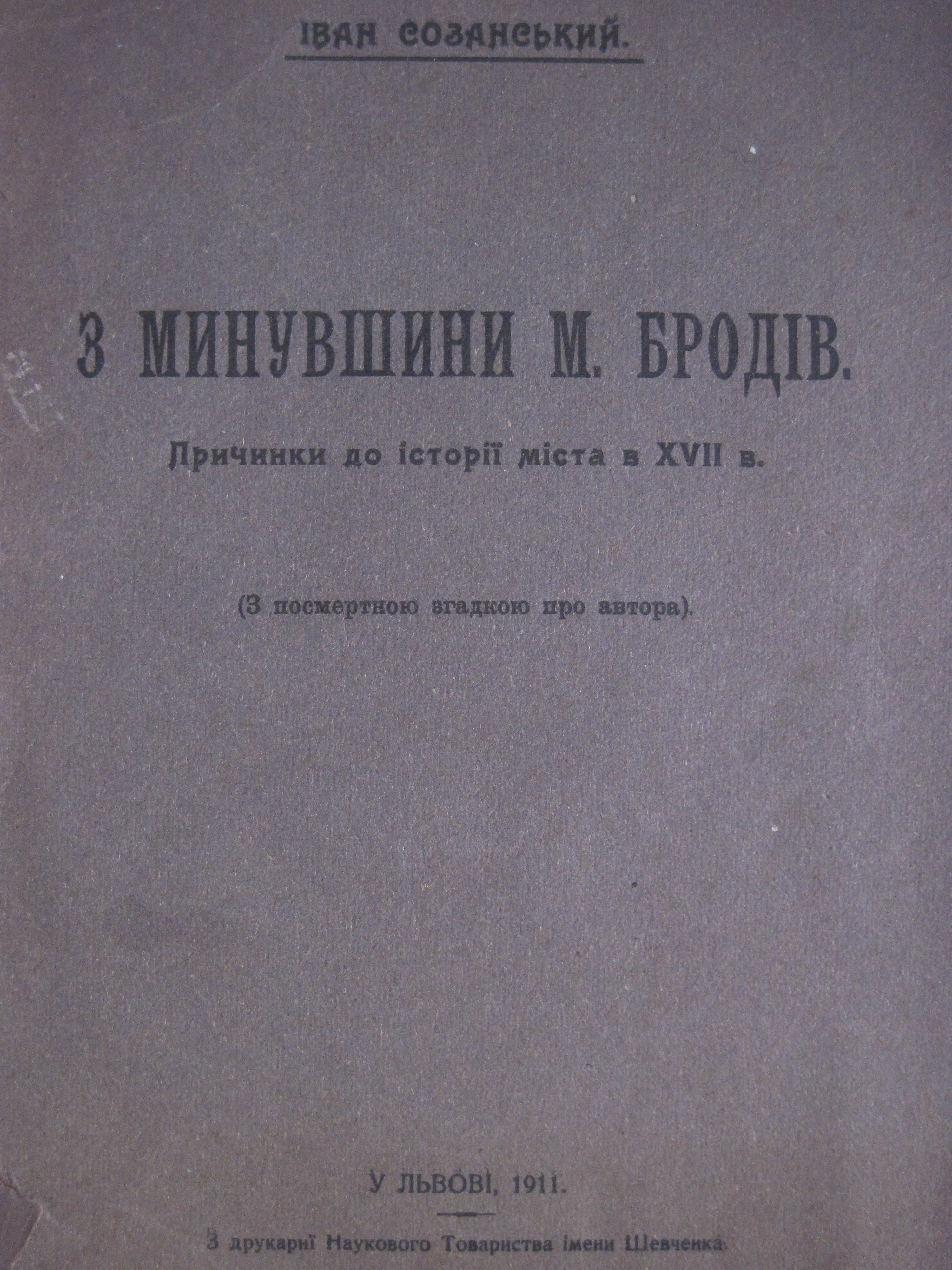

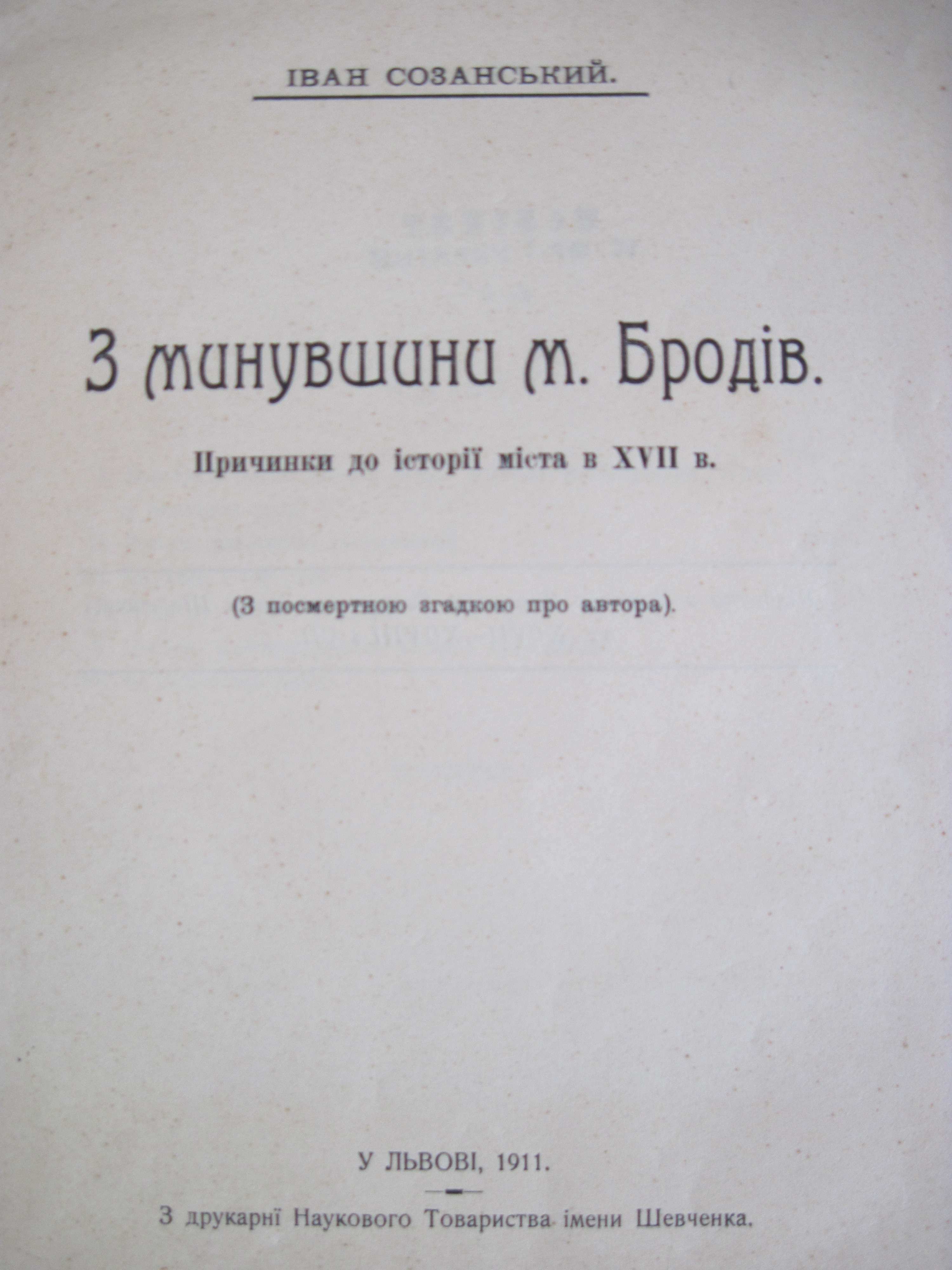

«З минувшини міста Бродів» — праця галицького дослідника Івана Созанського про місто Броди. Надрукована желехівкою у Львові, в друкарні НТШ 1911 року. Автор посмертної згадки про Івана Созанського — Степан Томашівський.
Автор дослідив історію міста від заснування до кінця XVII століття, але  також деякі питання розглянув спираючись на актовий матеріал XVIII століття.
Отся розвідка написана головно на основі рукописного матеріялу, т. зв. війтівських і консулярних протоколів та «вічних книг». що поки що переховують ся в архиві місцевого ц. к. суду повітового. Усіх книг (форм. мала й вел. 4°) мав я під рукою зверх 30… використав я лишень рукописний матеріял із XVII в., не брав ся натомісць до кількох збірок із XVIII в.

## Зміст
І. Короткий нарис історії міста 
ІІ. Русини властителі реальностий. 
ІІІ. Промисл і торгівля. 
IV. Дещо про цехи і ремесла. 
V. Церкви, шпиталї, школи, місцеве духовенство. 
VI. По дорозї під Львів.